# František Babka (1948)
Mgr. František Babka (* 10. března 1948 Děčín) je československý basketbalista, trojnásobný medailista v československé basketbalové lize.
V československé basketbalové lize hrál za kluby BK Slavia Praha (1965/66), Sparta Praha – (1966-1971, 5 sezón) a Slavoj Vyšehrad (1976/77). Se Spartou Praha získal tři bronzové medaile v československé lize v letech 1966 až 1969, čtvrté místo v roce 1971 a sedmé místo v roce 1970. S družstvem Slavia Praha skončil na 13. místě (1966) a se Sokolem Vyšehrad na 12. místě v roce 1977. Zaznamenal celkem 630 bodů v ligových utkáních.
Za reprezentační družstvo Československa juniorů hrál v roce 1966 na Mistrovství Evropy v basketbale juniorů v Porto San Giorgio (Itálie) a skončil na 4. místě. Odehrál 5 zápasů a zaznamenal 30 bodů.  

## Hráčská kariéra

### Kluby
- 1965-1966 BK Slavia Praha – 13. místo (1966)
- 1966-1971 Sparta Praha – 3x 3. místo (1967-1969), 4. místo (1971), 7. místo (1670)
- 1976-1977 Slavoj Vyšehrad – 12. místo (1977)
  - Československá basketbalová liga – celkem 7 sezón a 630 bodů

### Československo
- Mistrovství Evropy v basketbale juniorů 1966, 4. místo, 30 bodů v 5 zápasech